# Tammaro (nome)
Tammaro  è un nome proprio di persona italiano maschile.

## Varianti
- Femminili: Tammara[3]

### Varianti in altre lingue
- Germanico: Thancmar[4], Tancmar[4], Thangmar[4], Tangmar[4], Thancmer[4], Tancmer[4], Thanmar[4]
- Latino: Tammarus[1]

## Origine e diffusione
Continua il nome germanico Thancmar, composto dagli elementi thank ("pensiero", da cui anche Tancredi) e mer ("fama", "gloria", presente anche in Ademaro, Audomaro, Sigmar, Teodemaro e vari altri). 
Il nome, che viene pronunciato Tàmmaro, non va confuso con il nome Tamara, che ha origine differente, nonostante la somiglianza (e il fatto che a volte vengano accostati). Di scarsissima diffusione, è accentrato principalmente in Campania, dove si venera il santo così chiamato.

## Onomastico
L'onomastico si festeggia il 1º settembre in memoria di san Tammaro, vescovo di Benevento.

## Persone
- Tammaro, vescovo nordafricano
- Tammaro Cassandro, tiratore a volo italiano
- Tammaro De Marinis, antiquario, bibliografo e bibliofilo italiano

### Varianti
- Tangmaro, cronista e agiografo tedesco
- Tankmaro, figlio di Enrico I di Sassonia
- Tankmaro di Corvey, abate tedesco